# لیپنیکی (استان اوپوله)
لیپنیکی (به لهستانی: Lipniki) یک منطقهٔ مسکونی در لهستان است که در گمینا کامیننگک واقع شده‌است. لیپنیکی ۶۵۰ نفر جمعیت دارد.